# Apteroscirtus
Apteroscirtus is een geslacht van rechtvleugeligen uit de familie sabelsprinkhanen (Tettigoniidae). De wetenschappelijke naam van dit geslacht is voor het eerst geldig gepubliceerd in 1891 door Karsch.

## Soorten
Het geslacht Apteroscirtus omvat de volgende soorten:
- Apteroscirtus denudatus Karsch, 1891
- Apteroscirtus inalatus Karsch, 1886
- Apteroscirtus ruwenzoricus Rehn, 1914